# Raider (economia)
Nell'ambito economico un raider è un imprenditore (o un gruppo o associazione di imprenditori), che dispone di ingenti capitali (oppure di credito a basso tasso d'interesse da parte di banche amiche) e di credibilità come amministratore delegato, e grazie a questi capitali acquista aziende indebitate, ed in vari modi cerca di risanarle o smembrarle. Un'altra delle modalità con cui il raider si procura ingenti capitali da investire è con l'emissione di obbligazioni, note come junk-bond (obbligazioni spazzatura) che in alcuni casi, in anni passati, hanno maturato rendimenti eccezionali.

## Raider famosi
- Carl Icahn
- Kirk Kerkorian
- Elon Musk

## Procedure tipiche dei raider
Il raider esegue uno studio dell'azienda in questione, e giudica se le azioni dell'azienda sulla piazza finanziaria sono sottovalutate, anche perché spesso il basso prezzo di un'azione è dovuto a speculazioni o a reazioni emotive degli investitori. Cerca di capire se la ditta si trova in una crisi strutturale (e quindi è da smembrare o addirittura non acquistare), oppure se si trova in una crisi congiunturale, e se in base a le sue proiezioni, con certi accorgimenti l'azienda potrà essere salvata (raider "etico"). Il raider valuta ogni tipo di "asset" dell'azienda da acquistare, come aggiornamento degli impianti produttivi, brevetti, capacità imprenditoriale dei dirigenti, immobili, marchio di fabbrica, vicinanza ai mercati, disponibilità delle realtà locali a partecipare al risanamento, disponibilità di personalità note ad agire come testimonial positivi.
Il raider si serve della Borsa valori, d'informazioni riservate e di soffiate che riesce a fornire e ricevere dalla stampa, per rastrellare azioni di un'azienda al più basso prezzo possibile, fino ad assicurarsi il controllo totale grazie ad un OPA ostile. Il raider di solito non accetta mai di essere un azionista di minoranza, pretende sempre di avere le mani libere e cerca con determinazione di esercitare un'azione molto veloce per arrivare in fretta ai suoi obiettivi.
Un'azione tipica del raider è la fusione di due aziende complementari, con prodotti che possono dividere la stessa componentistica di base e che tendono a vendersi in due mercati separati. Il raider spesso compra un'azienda con un nome famoso, decotta per debiti e per eccessivi costi di produzione (perché p.es produce in un paese del primo mondo, con alti salari), e la fonde con una giovane impresa del terzo mondo con costi di produzione bassi. In questo modo l'azienda risultante beneficia del marchio registrato e della catena di distribuzione commerciale dell'azienda famosa, mantenendo bassi costi di produzione.
Inoltre l'acquisto di una ditta prestigiosa, comporta anche l'acquisizione di brevetti, di tecnologie, di tecnici e scienziati competenti, e di processi produttivi avanzati, che l'azienda del terzo mondo era costretta a comprare oppure a rinunciarvi. A fare le spese di una fusione sono spesso gli amministratori, gli uffici contabili, ed i quadri in generale, che spesso vengono licenziati e la sede legale e/o amministrativa viene venduta senza alcun rimpianto.
Un esempio potrebbe essere l'acquisto della prestigiosa ditta di auto di lusso Jaguar britannica, acquistata dalla Tata indiana, che principalmente produceva utilitarie.
Il raider di solito non ha alcun tipo di sentimentalismo nel chiudere sedi distaccate, stabilimenti industriali obsoleti e nel sopprimere marchi secondari in perdita. Inoltre si sbarazza senza pietà di manager e di uffici di progettazione che considera innefficienti.
Una delle procedure più "disinvolte" del raider è quella di convincere il personale a rinunciare a parte delle liquidazioni e della pensione in cambio di azioni della medesima compagnia (che successivamente spesso fallisce). In realtà molto spesso il raider sta lavorando più per le banche creditrici che per l'azienda che dirige.

## Alcune famose aziende smembrate dai raider
- Pan American World Airways

## Aziende attualmente sotto attacco raider
- Blockbuster
- Time Warner

## Aziende attualmente a rischio di subire l'attacco raider
- Chrysler, Ford e General Motors sono aziende automobilistiche americane, di buon livello tecnologico, che hanno sbagliato la tipologia dei veicoli negli ultimi anni, concentrandosi su veicoli SUV con motori a benzina. In seguito alla crisi di vendite di questi veicoli, per l'aumento dei prezzi del petrolio (congiunturale ?), rischiano il fallimento. Inoltre hanno snobbato la robotizzazione delle catene di montaggio (errore strutturale).

## Filmografia
- Un tipico raider "smembratore" potrebbe essere "Gordon Gekko" interpretato da Michael Douglas nel film Wall Street del 1987, con la regia di Oliver Stone. In questo caso Gekko acquista una linea aerea a una cifra molto bassa, licenzia buona parte del personale, vende al migliore offerente le migliori rotte ed i migliori aerei, ripiana parte dei debiti, e successivamente si prepara a mettere l'azienda sotto la tutela fallimentare del chapter 11 americano (cosa che un vero raider non farebbe mai, visto che sono aziende in perenne crisi congiunturale, sin dai primi tempi della Pan Am e della Trans World Airlines (TWA) fondata dal costruttore aeronautico Howard Hughes).
- Un altro esempio di raider (un po' più "buono" del precedente) è il miliardario Edward Lewis interpretato Richard Gere nel film Pretty Woman, in questo film il raider compra compagnie in difficoltà, le spacca in molte parti e vende i vari pezzi ad industrie concorrenti, oppure riadatta gli impianti per rivenderli ad industrie attive in altri settori. A differenza di Gordon Gekko, Edward Lewis alla fine del film si pente e invece di affondare l'azienda che sta comprando decide di salvarla entrando in società con i proprietari.